# Sex and More
Sex & More (Alles außer Sex) est une série télévisée allemande en vingt épisodes de 46 minutes créée par Annette Reeker et diffusée entre le 9 novembre 2005 et le 18 août 2007 sur la chaîne ProSieben.
En France, la série est diffusée depuis le 31 octobre 2006 d'abord sur la chaîne Fox Life, puis AB1.
La série est la suite du téléfilm Sex & mehr sorti en 2004, et une adaptation de la série américaine Sex and the City.

## Synopsis
La série raconte les vies amoureuses et sexuelles de quatre amies, Minza, Edda, Valérie et Frenzy. Leur bar favori, tenu par Dieter, est le lieu de retrouvailles pour se raconter les dernières péripéties professionnelles, amoureuses ou sexuelles.

## Distribution
- Annette Frier : Minza Düring
- Simone Hanselmann : Dr. Edda König
- Miranda Leonhardt : Franziska 'Frenzy' Heckhausen
- Gregor Bloéb : Dieter Maasen
- Viola von der Burg : Schwester Li
- Josefina Vilsmaier : Sophie Keller
- Simon Verhoeven : Philipp
- Rhea Harder : Valerie Kopp
- Michael Lott : Frieder Kopp
- Clemens Löhr : Dr. Arthur Hausmann
- Kathrin Kühnel : Isabell Seifert
- Stephan Luca : Lennart Fuchs

## Épisodes

### Première saison (2005)
1. Les durs et les tendres (Die Harten und die Zarten)
2. Un moment idéal (Der richtige Zeitpunkt)
3. Tout à fait mon genre (Ganz mein Typ')
4. Mon corps, les mecs et moi (Ich, mein Körper und er)
5. Les secrets de la vie (Geheimnisse des Lebens)
6. Un dernier coup et puis s'en va (Sex mit dem Ex)
7. Qu'est-ce que tu fais pour Noël ? (Stille Nacht, heimliche Nacht)
8. Le lendemain matin (Der Morgen danach)

### Deuxième saison (2007)
1. Éternelle jeunesse (Für immer jung)
2. Petits exercices amoureux (Liebesübungen)
3. Le langage du corps (Körpersprache)
4. Les fesses parfaites (Der perfekte Po)
5. titre français inconnu (Vorspiel)
6. Amour et trahison (Kuss und Schluss)
7. Si t'es un homme (Falsche Helden)
8. Virée entre filles (Alles außer Männern)
9. Champagne, frites, ketchup (Gefährliche Momente)
10. Mari à tout prix (Mann gesucht!)
11. Affrontements (Stellungsspiel)
12. Oui, je le veux (Ja, ich will)